# 征戦!エクスカリバー
『征戦!エクスカリバー』（せいせんエクスカリバー）は、バンク・オブ・イノベーションより配信されていたスマートフォン・タブレット向けゲームアプリ。
基本プレイ無料（アイテム課金制）。2012年9月14日にAndroid版が、2012年11月5日にiOS版がそれぞれサービス開始。略称は「エクス」。2019年4月18日サービスが終了した。

## 概要
バンク・オブ・イノベーションによるソーシャルRPG。
2012年9月よりスマートフォン向けアプリとして順次配信が開始された。同年12月には本作のAndroid™版が、日本のGoogle Playのアプリ全体の「売上トップ」で10位にランクインした。
その後も2013年2月にカカオゲームから韓国で
、同年8月には香港・台湾で配信された2013年10月には本作が全世界で累計200万ダウンロードを突破。2014年には本作の英語版「Knights of Excalibur」が世界57ヶ国で配信開始された。
2019年4月18日をもってサービスを終了した。

## あらすじ
かつて魔物を倒し世界に平和をもたらしたアーサー王が作り上げ、今もなおその系譜を受け継ぐアレスザード王国が舞台。騎士を目指す若者（主人公）は王国の騎士試験を受けに行く。
妖精タニアと出会ったのち、同じく騎士を目指すボロネスを魔物から救い、騎士試験でもボロネスとともに相手のチームを打ち破る。その姿を見たタニアは主人公についていく決意をする。無事試験を合格し、騎士となった主人公はタニアとともに「リーグ戦」に挑んでいく。
本作は、「リーグ戦」に勝利することや、「イベント」をクリアして報酬を手に入れること、強力な「武具」を手に入れることでほかのプレイヤーよりも強くなることを主な目的とする。

## システム
主人公のアバターは、頭部・目・口・眉毛・しわ・ひげ・眼鏡・化粧をプレイヤー自らカスタマイズできるようになっている。「武具」として「武器」・「鎧」・「霊獣」を装備可能で、それらもアバターの外観に反映される。騎士である主人公たちが所属する「騎士団」同士でバトルする「リーグ戦」はリアルタイムで行われ、毎日4回開催される。自分が作り上げたアバターで「リーグ戦」に参加できる、という点も本作の醍醐味である。
「騎士団」は最大20人が所属できる。「騎士団」内で最もステータスが高いプレイヤーは「エース」、上位4人が「選抜騎士」、それ以下が「一般騎士」と呼称される。
「リーグ戦」には「正規リーグ戦」と「模擬戦」が存在する。「正規リーグ戦」が5日間開催されたのち、「模擬戦」が9日間実施され、合計14日間のサイクルが繰り返される。また、「正規リーグ戦」で得た勝ち点をもとに自分のエリア内でランキングを競いあう。リアルタイムで「リーグ戦」は行われるため、「騎士団」内の味方と連携をとることが「リーグ戦」を勝ち抜くカギになる。

## 霊獣紹介
本作品に出てくる「武具」の「霊獣」には一部キャラクターボイスがついている。
以下、霊獣の名称とキャラクターボイスを担当した声優を紹介する。

- タケミカヅチ-武内駿輔
- アリオン-佐藤聡美
- ペルセウス-田中美海
- メティス-伊瀬茉莉也
- アタランテ-岩井映美里
- エステル-荒浪和沙
- アデライン-荒浪和沙
- アポロン-泰勇気
- 邪神ロキ-泰勇気
- カエサル-小林裕介
- ベリアル-衣川里佳
- クリスティーヌ-衣川里佳
- テラ-日岡なつみ
- リベラ・フェンリル-春野杏
- 学園主席シャルロット-青木瑠璃子
- サリー＆エル-名塚佳織
- マリーアントワネット-青山吉能
- リリス・リラ-青山吉能
- 生徒会長ルーファス-小林祐介
- ラファエル-森永千才
- サマー・ユニコ-森永千才
- ローレライ-高木美佑
- 夢女神モルフィ-佐藤奏美
- 神巫ヒミコ-小笠原早紀
- シグルーン-立花理香
- 紅裙シグルーン-立花理香
- マルス-梅原祐一郎
- ファウスト-梅原祐一郎
- ヘカテー-加隈亜衣
- 吸血鬼レオン・T-加隈亜衣
- 円卓の女神ニニアン-野村真悠華
- アイオーン-吉岡麻耶
- 月光姫アルテミス-吉岡麻耶
- ベアトリーチェ-新名彩乃
- ゼウス-斉藤壮馬
- 剣聖ジークフリート-斉藤壮馬
- ベルノア-阿東せれな
- フェイ-黒沢ともよ
- アヌビス-大地葉
- Ｃ・ルドヴィカ-戸田めぐみ
- 竜帝ティア-戸田めぐみ
- 乙姫-Lynn
- ヴェルダンディー-Lynn
- 金煌姫ビアンカ-山岡ゆり
- 聖女ジャンヌ・ダルク-山岡ゆり
- アルテア-伊藤美来
- 聖皇女レオナ-優木かな
- 聖夜天使シャティエル-芹澤優
- アストラルドラゴン-八代拓
- 聖ミカエル-八代拓
- ナデシコ・メル-佳村はるか
- 天巫女アマテラス-上田麗奈
- 時神ミラ-橋本ちなみ
- マッドハッターマリー-中原麻衣
- ミリエル-新名彩乃
- ラミア-阿東せれな
- ツクヨミ-大地葉
- クレア・リズ-小笠原早紀
- 創星の女神セリア-野村真悠華
- L・アルベリー-長縄まりあ
- アメリア-小澤亜李
- カティア-伊藤美来
- 清神女神テミス-桑原由気
- サディ-黒沢ともよ
- プシュケ-ゆかな
- ニフラ-山本亜衣
- 織田信長-前田玲奈
- フロスト-引坂理絵
- ミレディ-引坂理恵
- 副生徒会長エミリア-本泉莉奈
- アテナ-藤原夏海

## コラボレーション
- ひぐらしのなく頃に[10]-開催期間：2013年6月26日～2013年7月15日
- 三国志乱舞[11]-開催期間：2015年3月4日～2015年3月10日
- 聖剣伝説　RISE of MANA[12]-開催期間：2015年5月14日～2015年5月21日
- プリンセスコネクト![13]-開催期間：2015年6月17日～2015年6月24日
- ドラゴンジェネシス-聖戦の絆- [14]-開催期間：2015年12月9日～2015年12月23日
- ブレイブリーアーカイブD’s report[15]-開催期間：2016年4月6日～2016年6月6日